# Norr Amsberg
Norr Amsberg is een plaats in de gemeente Borlänge in het landschap Dalarna en de provincie Dalarnas län in Zweden. De plaats heeft 227 inwoners (2005) en een oppervlakte van 83 hectare. De plaats ligt ongeveer 7 kilometer ten noordwesten van de stad Borlänge. Ten zuiden en ten oosten van de plaats loopt een meander van de rivier de Dalälven.

## Verkeer en vervoer
Bij de plaats lopen de Riksväg 70 en Länsväg 293.